# Roman Prymula
Roman Prymula (* 4. února 1964 Pardubice) je český epidemiolog, vojenský lékař, vědecký pracovník a politik, v letech 2021 až 2023 poradce prezidenta republiky Miloše Zemana. Věnuje se zejména problematice imunizace a vakcín. Od listopadu 2020 do února 2021 působil jako poradce premiéra Andreje Babiše pro zdravotnictví. Od září do října 2020 byl ministrem zdravotnictví České republiky ve druhé vládě Andreje Babiše, jímž se stal z pozice vládního zmocněnce pro vědu a výzkum ve zdravotnictví. V letech 2017 až 2020 působil jako náměstek ministra zdravotnictví a mezi roky 2009 až 2016 byl ředitelem Fakultní nemocnice Hradec Králové. Byl prvním aktivním politikem v polistopadové historii ve vládní funkci, který obdržel nejvyšší české státní vyznamenání, Řád Bílého lva.
Má vojenskou hodnost plukovníka.

## Studium a atestace
Mezi lety 1970 až 1978 navštěvoval Základní školu Pardubice-Svítkov. V roce 1982 maturoval na gymnáziu v Pardubicích. Všeobecné lékařství studoval na Lékařské fakultě Univerzity Karlovy v Hradci Králové a na Vojenském lékařském výzkumném a doškolovacím ústavu JEP v Hradci Králové, promoval v roce 1988. Po skončení studia se začal věnovat hygieně a epidemiologii.
Absolvoval následující stupně atestace:
- 1991 – atestace 1. stupně (hygiena a epidemiologie)
- 1995 – nástavbová specializace (epidemiologie)
- 1998 – specializace (veřejné zdravotnictví)
- 2003 – atestace 1. stupně (mikrobiologie)[7]

## Profesní kariéra

### Pedagogická a publikační činnost, vědecká a akademická kariéra
V roce 1994 obhájil kandidátskou práci. Ve stejném roce také studoval na Birminghamské univerzitě, kde získal mezinárodní atest v řízení nemocnic. Po návratu z Velké Británie nastoupil na katedru epidemiologie tehdejší Vojenské lékařské akademie JEP. Věnoval se zejména problematice imunizace, podílel se na vývoji či studiu vakcín např. proti pneumokokům, rotavirům, spalničkám, příušnicím, zarděnkám nebo lidským papilomavirům. Je autorem několika publikací zaměřených na očkování či management ve zdravotnictví. V roce 1996 se habilitoval na docenta epidemiologie. V roce 1999 získal velký doktorát v oboru epidemiologie. V roce 2007 byl jmenován profesorem pro obor hygiena, preventivní lékařství a epidemiologie.
V řídících funkcích působil v letech 1997–2002 na pozici prorektora Vojenské lékařské akademie v Hradci Králové a v letech 2002 až 2004 zastával funkci rektora akademie. Po reorganizaci vojenského školství pokračoval v letech 2004–2009 jako děkan Fakulty vojenského zdravotnictví Univerzity obrany. Současně byl na téže fakultě mezi lety 2006 až 2009 vedoucím katedry epidemiologie. K roku 2020 zastával funkci zástupce přednosty Ústavu sociálního lékařství LF UK Hradec Králové.
Je oponentem řady mezinárodních medicínských recenzovaných časopisů, například časopisu The Lancet. Publikuje práce v oboru, k roku 2020 je autorem téměř 400 publikací, primárním autorem je u téměř 300 prací. Impakt faktor jeho publikovaných prací je 0,155–45,217. Má 85 publikací v databázích Web of Science, citován byl podle Vědeckého citačního indexu ve 2632 případech, Hirschův index jeho prací je 23. Šestkrát publikoval v časopisu The Lancet, čtyřikrát se jednalo o prvoautorství. Je autorem sedmi vysokoškolských skript.
V 41 případech byl hlavním zkoušejícím v klinických studiích pediatrických vakcín, kde dosáhl řady prioritních výsledků. Byl také řešitelem řady grantů. K roku 2020 se věnoval reformám evropských očkovacích kalendářů a reformě primární péče.

#### Členství v odborných společnostech
Byl dlouholetým předsedou České vakcinologické společnosti, České lékařské společnosti Jana Evangelisty Purkyně. Po svém zvolení ministrem zdravotnictví na pozici předsedy rezignoval. K 29. říjnu 2020 je veden jako člen výboru České vakcinologické společnosti.
Je rovněž členem Společnosti infekčního lékařství ČLS JEP a České společnosti epidemiologie a mikrobiologie ČLS JEP.
Působí nebo v minulosti působil v institucích zaměřených na epidemiologii a vakcinologii (např. jako předseda poradního sboru hlavního hygienika pro epidemiologii, člen imunizační komise Ministerstva zdravotnictví České republiky či biologického poradního výboru Ústředního krizového štábu). Je také členem řady dalších českých poradních sborů, komisí, dozorčích orgánů a redakčních, edičních a vědeckých rad, kde nezřídka zastává posty předsedy.
Je členem řady mezinárodních odborných společností věnujících se preventivní medicíně, poradních sborů a komisí, kde zastává i vysoké předsednické funkce.

### Ředitel Fakultní nemocnice Hradec Králové
Dne 1. října 2009 se stal ředitelem Fakultní nemocnice Hradec Králové, na ředitelském postu vystřídal Leoše Hegera.

#### Centrum tradiční čínské medicíny při FN Hradec Králové
Prosazoval zde zřízení samostatné kliniky tradiční čínské medicíny, do které měla investovat čínská společnost CEFC prostřednictvím Nadačního fondu Tradiční čínské medicíny. Počítalo se s tím, že klinika bude provázána s nemocnicí a bude zároveň i vzdělávacím a výzkumným centrem. Záměr vybudování kliniky vyplynul z Memoranda mezi ministerstvem zdravotnictví České republiky a Národní komisí pro zdraví a rodinné plánování Čínské lidové republiky o všestranné podpoře projektu kliniky tradiční čínské medicíny podepsaného tehdejším ministrem Svatoplukem Němečkem. Původní záměr se prosadit nepodařilo, došlo ke vzniku Centra tradiční čínské medicíny při Fakultní nemocnici Hradec Králové, které fungovalo od září 2015. Na konferenci České lékařské komory s názvem „Etická dilemata medicíny 21. století“ v prosinci roku 2016 Roman Prymula revidoval svůj původní benevolentnější názor na tradiční čínskou medicínu a uvedl, že tradiční čínská medicína může být vhodným doplňkem medicíny západní, což podpořil výsledky západních studií, které tento přínos potvrzovaly. Části odborné veřejnosti reprezentované např. předsedou České lékařské společnosti JEP Štěpánem Svačinou či předsedkyní etické komise ČLK Helenou Stehlíkovou vadil fakt, že byl tento druh služeb nabízen v prostorách fakultní nemocnice. Štěpán Svačina také zpochybnil zastaralou studii týkající se léčby migrény, kterou Roman Prymula na konferenci citoval. K 28. únoru 2019 bylo centrum uzavřeno.

#### Manažer roku 2015
V dubnu 2016 byl vyhodnocen manažerem roku pro odvětví zdravotnictví za rok 2015. Ocenění získal díky dlouhodobě kladnému výsledku hospodaření a strategickému rozvoji nemocnice. Nejvýznamnějšími investičními projekty nemocnice byly výstavba multifunkčního Bedrnova pavilonu, přestavba kliniky infekčních nemocí, transfuzní stanice a vybudování Centra tradiční čínské medicíny.

#### Odvolání z funkce
Z funkce ředitele fakultní nemocnice byl 29. června 2016 odvolán ministrem zdravotnictví Svatoplukem Němečkem. Ministerstvo zdravotnictví jako důvod odvolání v tiskovém prohlášení uvedlo střet zájmů. Hlavním důvodem odvolání mělo být Prymulovo napojení na firmu Biovomed s.r.o., která prováděla klinický výzkum pro společnosti z celého světa a kterou vlastnila Prymulova dcera. Tento důvod označil Roman Prymula za zástupný, za skutečnou příčinu odvolání považoval osobní spory s ministrem Němečkem a názorové neshody v rámci fungování resortu, zvláště pak v oblasti hygienické služby. Uvedl také, že vlastní klinické studie hradily farmaceutické firmy plně v souladu s platnou legislativou.

### Ředitel nemocnice AGEL Říčany
V dubnu 2021 bylo oznámeno, že Roman Prymula spolupracuje jakožto externí poradce se soukromým poskytovatelem zdravotní péče ve střední Evropě, skupinou AGEL. Dne 21. dubna 2021 média ohlásila, že se Prymula stane ředitelem nemocnice spadající do skupiny AGEL v Říčanech.

## Politická kariéra

### Kandidatura do Senátu Parlamentu České republiky
V senátních volbách 2014 měl Roman Prymula v úmyslu kandidovat za Stranu práv občanů – Zemanovce ve volebním obvodu č. 45 – Hradec Králové. Kandidaturu však nakonec stáhl.

### Poradce a náměstek ministra zdravotnictví České republiky
V letech 2016 až 2017 působil jako poradce ministra zdravotnictví ČR Miloslava Ludvíka. Ten jej dne 1. března 2017 jmenoval náměstkem pro zdravotní péči. Prymula v předstihu avizoval svůj odchod z funkce náměstka k březnu roku 2020 s odůvodněním, že by na ministerstvu chtěl zůstat pouze na částečný pracovní úvazek a chtěl by se více věnovat výzkumu. Premiér Andrej Babiš jej přesvědčil, aby vzhledem k epidemii onemocnění covid-19 své rozhodnutí přehodnotil a ve funkci zůstal. Na základě rozhodnutí ministra zdravotnictví z počátku roku 2019 měli mít náměstci ministra povinnost do poloviny března 2020 získat bezpečnostní prověrku. V Prymulově případě Národní bezpečnostní úřad o požadovaném stupni bezpečnostní prověrky včas nerozhodl a lhůta pro vydání prověrky byla rezortem prodloužena.

### Předseda Ústředního krizového štábu České republiky
Na svém jednání v noci z 15. na 16. března 2020 vláda změnou statutu umožnila a následně rozhodla o jeho jmenování předsedou Ústředního krizového štábu v souvislosti s nouzovým stavem vyhlášeným kvůli epidemii covidu-19. Funkci zastával do 30. března 2020, kdy jej vystřídal ministr vnitra ČR Jan Hamáček. Od 4. dubna 2020 byl na internetové stránce hnutí ANO uveden mezi lidmi spjatými s tímto hnutím. Hlavní manažer hnutí Jan Richter sdělil, že jej přidal na stránky, protože byl náměstkem ministra nominovaného za hnutí ANO a stal se ústřední postavou v boji s koronavirem. Sám Prymula situaci komentoval slovy, že do hnutí nevstoupil a ani za něj nekandiduje. Dne 5. dubna 2020 prezident republiky Miloš Zeman oznámil, že mu v řádový den 28. října 2020 propůjčí nejvyšší státní vyznamenání, Řád Bílého lva, za zvládnutí první vlny epidemie covidu-19 v České republice.

### Vládní zmocněnec pro vědu a výzkum ve zdravotnictví při Úřadu vlády České republiky
V polovině května 2020 Roman Prymula oznámil, že uvažuje ke konci měsíce o odchodu z Ministerstva zdravotnictví ČR. Později dodal, že se jej na ministerstvu bojí „kvůli popularitě“. Národní bezpečnostní úřad mu v této době ještě nevydal požadovaný stupeň bezpečnostní prověrky, což ministr Adam Vojtěch vnímal jako překážku. Ministerstvo lhůtu pro vydání prověrky prodloužilo do konce června. Premiér Andrej Babiš mu nabídl nově zřízený post vládního zmocněnce pro vědu a výzkum ve zdravotnictví při Úřadu vlády ČR, který přijal. Funkci zastával od června 2020 do jmenování ministrem.

### Ministr zdravotnictví České republiky
Prezident republiky Miloš Zeman jej na zámku v Lánech 21. září 2020 jmenoval ministrem zdravotnictví ČR poté, co ve stejný den rezignoval dosavadní ministr Adam Vojtěch. Dne 28. října 2020 mu prezident republiky propůjčil nejvyšší státní vyznamenání, Řád Bílého lva. Roman Prymula se tak stal prvním českým aktivním politikem v polistopadové historii ve vládní funkci, který nejvyšší státní vyznamenání obdržel.

#### Schůzka v restauraci na Vyšehradě
V noci na 22. října 2020 byl Roman Prymula vyfotografován, jak vychází z vyšehradské restaurace Rio's, která měla být vzhledem k opatřením souvisejícím s pandemií onemocnění covid-19 uzavřená. Dne 23. října jej po zveřejnění informací v tisku opoziční politici a členové vlády vyzvali k rezignaci. Schůzky se dále účastnil předseda Poslaneckého klubu ANO 2011 Jaroslav Faltýnek, ředitel Fakultní nemocnice Ostrava Jiří Havrlant a mimo jiného také Jan Gottvald, syn majitele zaniklého 1. FK Drnovice.
Jaroslav Faltýnek se poslancům za setkání omluvil a vysvětlil, že šlo o pracovní schůzku v salonku uzavřené restaurace domluvenou s majitelem. Téhož dne k setkání Roman Prymula v dopoledních hodinách uvedl, že nevěděl, že se nachází v restauraci a že sem dorazil za účelem jednání a nikoliv stravování. V odpoledních hodinách dne 23. října 2020 na tiskové konferenci prohlásil, že se schůzka uskutečnila v soukromých prostorách Vyšehradské kapituly a že se nejednalo o restaurační zařízení. Prohlásil také, že si není vědom žádného pochybení a z vlastní vůle neodstoupí. Vyšehradská kapitula se záhy od vyjádření Prymuly distancovala. Jiří Havrlant uvedl, že jednání probíhalo v uzavřeném neveřejném soukromém prostoru Vyšehradské kapituly a nebyl si vědom žádného porušení nařízení. Dne 27. října 2020 policejní prezidium potvrdilo, že Roman Prymula měl po dobu několika týdnů před schůzkou policejní ochranu a muž, který Prymulovi otevíral dveře od auta při odjezdu ze schůzky, byl policista v civilu. Jan Gottvald účast na schůzce nepotvrdil ani nevyvrátil, Roman Prymula však jeho účast na schůzce potvrdil.

#### Odvolání z funkce
Dne 23. října 2020 jej premiér Andrej Babiš vyzval k rezignaci z postu ministra zdravotnictví ČR. V souvislosti s touto událostí se v tisku objevilo jméno Jana Blatného jako jeho možného nástupce. Dne 27. října 2020 přijal Blatného na zámku v Lánech prezident republiky Miloš Zeman. Ve stejný den Roman Prymula na tiskové konferenci uvedl, že vlastní právní analýzu, kde se podle jeho slov jeví, že k žádnému pochybení na schůzce nedošlo. Připustil svou politickou chybu a prohlásil, že celá situace byla mediálně zneužita. Mluvčí prezidenta republiky v odpoledních hodinách téhož dne oznámil, že prezident Jana Blatného jmenuje 29. října 2020 ve 12 hodin do funkce nového ministra zdravotnictví České republiky, k čemuž došlo na zámku v Lánech.

### Poradce premiéra pro zdravotnictví
Dne 25. října 2020 Andrej Babiš oznámil, že se Roman Prymula bude po odvolání z funkce ministra dále podílet na zvládání pandemie onemocnění covid-19 na expertní úrovni jako člen mezinárodní expertní skupiny na vládní úrovni. Prezident Miloš Zeman na schůzce s Janem Blatným v Lánech dne 29. října 2020 ocenil, že si Blatný Prymulu na ministerstvu ponechá, téhož dne Roman Prymula v tisku uvedl, že bude novému ministrovi nápomocen.
Pro nesouhlas s načasováním rozvolňování opatření týkající se druhé vlny onemocnění covid-19 v listopadu 2020 se Roman Prymula k vládní expertní skupině nepřipojil. Dne 20. listopadu se dohodl s premiérem Babišem, že bude jeho poradcem pro zdravotnictví. Uvedl také, že se bude účastnit jednání expertních týmů prezidenta Zemana.
V prosinci 2020 odmítl nabídku premiéra Babiše na post vládního zmocněnce pro očkování. Nesouhlasil se systémem, jakým měl být proces očkování proti onemocnění covid-19 řízen.
Prezident republiky Miloš Zeman v rozhovoru 31. ledna 2021 prohlásil, že by si na postu ministra zdravotnictví přál opět Romana Prymulu. Jan Blatný je podle něj odborníkem na dětskou hemofilii, nikoliv na epidemii. Sdělil, že respektuje, jaké ministry si premiér vybere.
Od 5. února 2021 začal působit jako dobrovolník v očkovacím centru ve fakultní nemocnici v Motole, kde probíhalo očkování proti onemocnění covid-19.
Dne 18. února 2021 Andrej Babiš uvedl, že se dohodl s Romanem Prymulou na ukončení spolupráce. Stalo se tak poté, co se Roman Prymula účastnil povoleného fotbalového zápasu Evropské ligy mezi Slavií a Leicester City v Edenu. Babiš uvedl, že Prymulova účast působila papalášsky. Tentýž den Roman Prymula hovořil o zpřísňování opatření a omezení pohybu osob v souvislosti se zhoršující se situací ohledně pandemie covidu-19. Ke svému odchodu z funkce Roman Prymula uvedl, že ukončení spolupráce byla jeho vlastní iniciativa. Návštěvu utkání vysvětloval tak, že se snažil prosazovat cestu pravidelného testování a otevření sportovních a kulturních akcí pro menší počet lidí.

### Poradce prezidenta republiky
Dne 1. března 2021 byl Roman Prymula zařazen na seznam oficiálních poradců prezidenta Miloše Zemana. V této pozici působil nejprve jako poradce pro oblast zdravotnictví, v posledním období Zemanova mandátu i jako poradce pro zdravotní stav a léčebný plán prezidenta.

## Osobní život

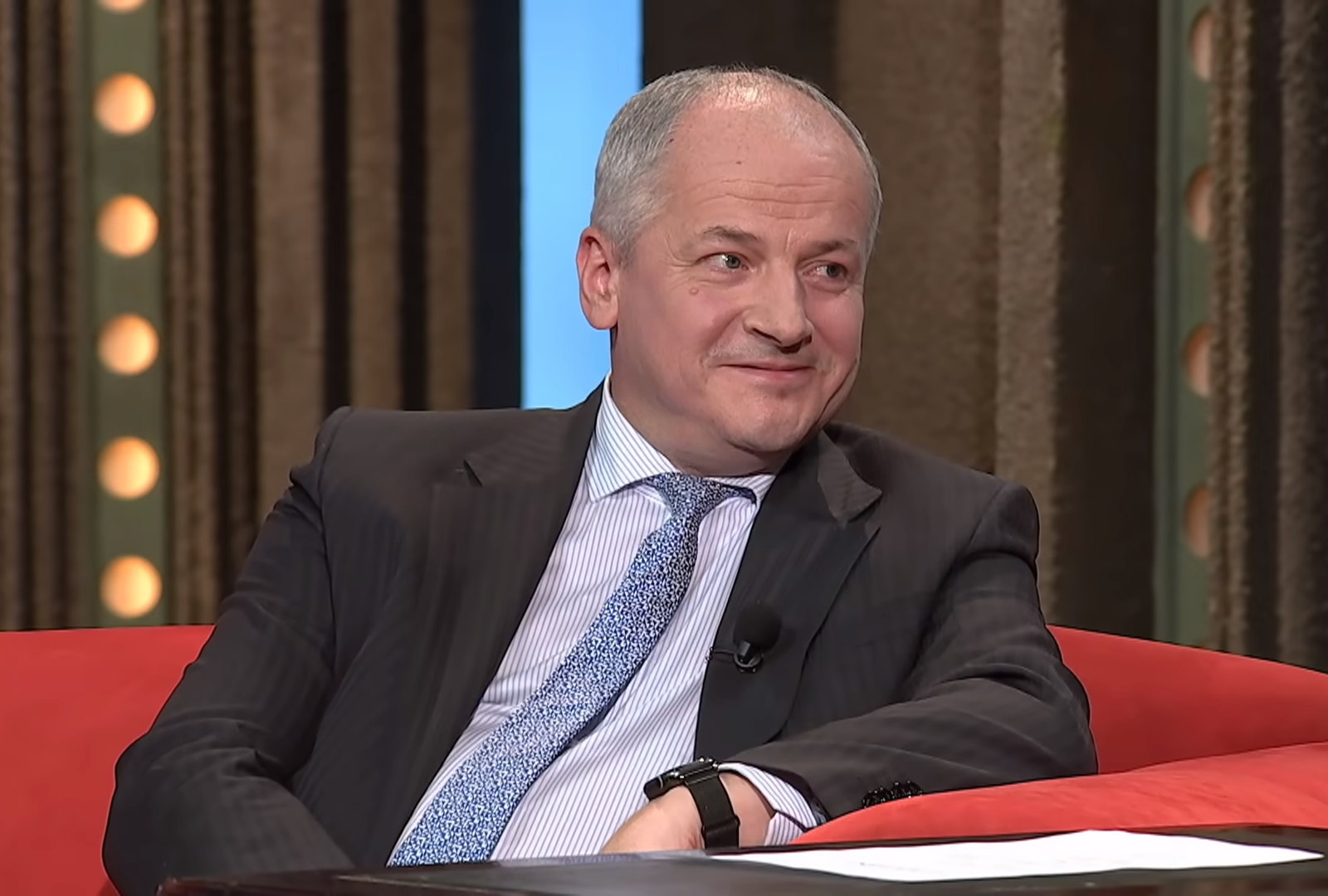
Roman Prymula v Show Jana Krause (2020)

Je ženatý, s manželkou Ruslanou má dceru Karolínu a syna Alberta.
Hraje šachy, Mezinárodní šachová federace mu udělila titul mistr FIDE.

## Autor knih
Roman Prymula je autorem knih, např.:
- Biologický a chemický terorismus: Informace pro každého (kolektiv autorů, Grada 2002)
- SARS (spoluautor Miroslav Špliňo, Grada 2005)
- Očkování v České republice, Armádě ČR a v armádách NATO (kolektiv autorů, Univerzita Obrany 2008)

## Pocty a vyznamenání

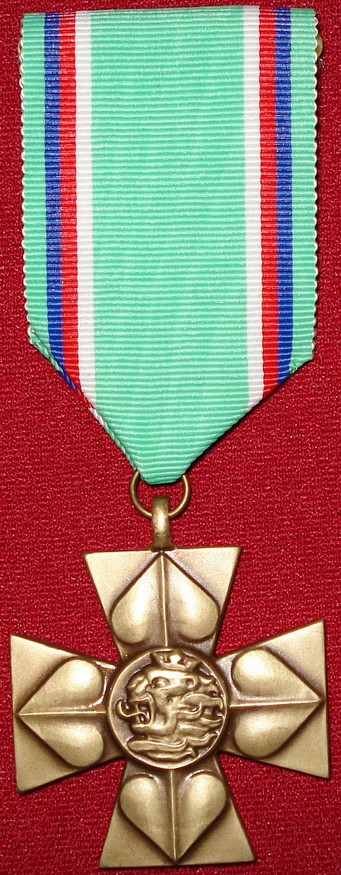
Záslužný kříž ministra obrany ČR

Roman Prymula je nositelem nejvyššího českého státního vyznamenání, řady resortních vyznamenání ministerstva obrany České republiky, ocenění českých i zahraničních univerzit, odborných společností a dalších ocenění.
- 2004 – Bronzová pamětní medaile LF UK Hradec Králové[86]
- 2004 – Pamětní medaile Univerzity Pardubice[87]
- 2014 – Čestná medaile ČLS JEP[88]
- 2015 – Stříbrná pamětní medaile LF UK Hradec Králové[86]
- 2016 – Manažer roku pro odvětví zdravotnictví za rok 2015[21]
- 2018 – Čestný člen Slovenské pediatrické společnosti
- 2020 – Stříbrná pamětní mince 100 let Československého červeného kříže a děkovné uznání Za zásluhy o ochranu zdraví národa[89]

### Vyznamenání

#### Civilní
- Řád Bílého lva – I. třída, 2020

#### Vojenská
- Záslužný kříž ministra obrany České republiky – III. stupeň, 2003
- Medaile ministra obrany Za službu v zahraničí – 2003
- Medaile Armády České republiky – II. stupeň, 2003
- Medaile Armády České republiky – III. stupeň, 1998